# 640
Năm 640 là một năm trong lịch Julius. 